# Germaine Lubin
Germaine Léontine Angélique Lubin (ur. 1 lutego 1890 w Paryżu, zm. 27 października 1979 tamże) – francuska śpiewaczka, sopran.

## Życiorys
W latach 1909–1912 studiowała w Konserwatorium Paryskim, następnie uczyła się śpiewu u Félii Litvinne i Lotte Lehmann. W latach 1912–1914 występowała w Opéra-Comique w Paryżu, gdzie zadebiutowała jako śpiewaczka rolą Antoni w Opowieściach Hoffmanna Jacques’a Offenbacha. Od 1914 do 1944 roku związana była z Opéra de Paris. W 1937 i 1939 roku gościnnie wystąpiła w Covent Garden Theatre w Londynie. W 1938 roku, jako pierwsza w historii francuska śpiewaczka, wystąpiła na festiwalu w Bayreuth. W trakcie II wojny światowej występowała w okupowanym przez Niemców Paryżu, po wyzwoleniu miasta w 1944 roku została oskarżona o kolaborację z okupantem i spędziła 3 lata w więzieniu. Po zwolnieniu nie wróciła na scenę, poświęcając się pracy pedagogicznej. Jedynie w 1952 i 1954 roku wystąpiła okazjonalnie z recitalami.
Zasłynęła rolami w operach Richarda Wagnera (Zyglinda i Brunhilda w Pierścieniu Nibelunga, Izolda w Tristanie i Izoldzie, Kundry w Parsifalu), wykonywała też partie w operach Glucka, Mozarta i Richarda Straussa. Jej repertuar obejmował ponadto dzieła operowe dawnych i współczesnych kompozytorów francuskich (Jean-Philippe Rameau, Hector Berlioz, Gustave Charpentier, Paul Dukas). Wystąpiła w prapremierowych przedstawieniach Pénélope Gabriela Faurégo (1919), Maximilien Dariusa Milhauda (1932) i La Chartreuse de Parme Henri Saugueta (1939). 